# Танок на Майдані Конґо. ШоПопалоШоу.
Танок на Майдані Конго. ШоПопалоШоу. — документальне відео про український гурт Танок на Майдані Конґо.

## Відео
1. Частина І. До н. е. (режисер — Віктор Прідувалов)
2. Частина ІІ. н. е. (режисер — Віктор Прідувалов)
3. Частина ІІІ. Tour de France. (режисер — Кадім Тарасов)